# Order Wyzwolenia (ChRL)
Order Wyzwolenia (chiń. 解放勋章; pinyin Jiěfàng Xūnzhāng) – jedno z najwyższych chińskich odznaczeń, ustanowione w 1955 roku. Nadawany żołnierzom Chińskiej Armii Ludowo-Wyzwoleńczej zasłużonym w wojnie rewolucyjnej narodu chińskiego 1946–1949. Dzieli się na trzy klasy: I – cały złoty, II i III – złotosrebrny. Jego niższym odpowiednikiem jest Medal Wyzwolenia.